# Ageratum
Ageratum es un género con unas 50 especies aceptadas, de las más de 200 descritas, de plantas herbáceas tropicales anuales o perennes nativas de América, perteneciente a la familia Asteraceae.

## Descripción
Forman pequeñas agrupaciones que alcanzan una altura de 75 cm. Tiene hojas opuestas, cordadas y ovales, peludas y tomentosas con los márgenes serrados o dentados, y forman racimos compactos.
Las flores son color azul-lavanda, rosa, lila o blanco, componiendo pequeñas umbelas. Los frutos son pequeños y secos.

## Taxonomía
El género fue descrito por Carlos Linneo y publicado en Species Plantarum, vol. 2, p. 839, 1753, ampliando y precisando la diagnosis en Genera Plantarum, n.º 643, p. 363, 1754.

#### Etimología
Ageratum: prestado del latín ăgěrăton, i, derivado del griego αγήρατος, construido con el prefijo ά (alfa privativo), sin, no, y el vocablo γερον, -οντος, viejo,  o sea "que no envejece", en alusión a las flores de algunas especies de este género que mantienen el color por un largo tiempo. Empleado por Plinio el Viejo en su Historia Naturalis (27, 13) para una planta que no tendría nada que ver con el género de Linneo (Hypericum origanifolium), o para la Achillea millefolium (Milenrama), un miembro de la misma subfamilia que Ageratum, dentro de los Asteraceae.

## Especies
- Ageratum albidum
- Ageratum altissima
- Ageratum anisochroma
- Ageratum ballotifolium
- Ageratum candidum
- Ageratum chiriquense
- Ageratum chortianum
- Ageratum conyzoides
- Ageratum corymbosum
- Ageratum echioides
- Ageratum elassocarpum
- Ageratum ellepticum
- Ageratum fastigiatum
- Ageratum gaumeri
- Ageratum guatemalense
- Ageratum hondurense
- Ageratum houstonianum
- Ageratum isocarphoides
- Ageratum lavenia
- Ageratum littorale
- Ageratum lucidum
- Ageratum lundellii
- Ageratum maritimum
- Ageratum meridanum
- Ageratum microcarpum
- Ageratum microcephalum
- Ageratum molinae
- Ageratum munaense
- Ageratum myriadenium
- Ageratum nelsonii
- Ageratum oerstedii
- Ageratum oliveri
- Ageratum paleaceum
- Ageratum panamense
- Ageratum peckii
- Ageratum petiolatum
- Ageratum platylepis
- Ageratum platypodum
- Ageratum pohlii
- Ageratum radicans
- Ageratum riparium
- Ageratum rugosum
- Ageratum salicifolium
- Ageratum salvanaturae
- Ageratum scorpioideum
- Ageratum solisii
- Ageratum stachyofolium
- Ageratum standleyi
- Ageratum tehuacanum
- Ageratum tomentosum